# 东苏丹诸州协调委员会
东苏丹诸州协调委员会（英語：Eastern Sudan States Coordinating Council，缩写为ESSCC）是根据2006年6月苏丹政府同叛乱组织东部阵线签订的东苏丹和平协议创建的一个行政实体。
它声称将致力于苏丹东部三州（卡萨拉州、加达里夫州、红海州）的协作。根据协议，还创建了东苏丹重建和发展基金，促进中央政府和东部三州共享财富。协议还规定苏丹总统必须从东部阵线提名的候选人中任命一名总统助理。